# Asellus kumaensis
Asellus kumaensis är en kräftdjursart som beskrevs av Matsumoto 1960. Asellus kumaensis ingår i släktet Asellus och familjen sötvattensgråsuggor. Inga underarter finns listade i Catalogue of Life.